# Triangle idéal

Trois triangles idéaux dans le modèle du disque de Poincaré.

Deux triangles idéaux dans le modèle du demi-plan de Poincaré.

En géométrie hyperbolique, un triangle idéal est un triangle dont les trois sommets sont situés «  à l’infini », autrement dit dont les trois côtés sont deux à deux parallèles asymptotes. Tous les triangles idéaux sont congruents.

## Définition et propriétés
Dans le plan hyperbolique, on appelle triangle idéal la réunion de trois droites parallèles asymptotes deux à deux, et donc se coupant deux à deux en trois points situés à l’infini, qu’on appelle les sommets (idéaux) du triangle.
Les triangles idéaux ont les propriétés suivantes :
- Ils sont tous congruents entre eux, c'est-à-dire qu'il existe une isométrie entre deux d'entre eux.
- Leurs angles (intérieurs) sont tous nuls.
- Tout triangle (ordinaire) est inclus dans un triangle idéal (qui est donc le plus grand triangle possible)[1].

### Propriétés métriques d'un triangle idéal

Triangle idéal et son cercle inscrit, avec les dimensions décrites dans le texte (AB = r, AC = d et AD = a), dans le modèle de Klein (à gauche) et dans le modèle du disque de Poincaré (à droite).

On se place dans le cas où K, la courbure de Gauss du plan hyperbolique, vaut –1 ; on a alors :
- L'aire de tout triangle idéal est π[1];

- Le cercle inscrit dans un triangle idéal a pour rayon {\displaystyle r={\frac {1}{2}}\ln 3=\operatorname {artanh} {\frac {1}{2}}=\operatorname {arsinh} {\frac {1}{3}}{\sqrt {3}}=\operatorname {arcosh} {\frac {2}{3}}{\sqrt {3}}\approx 0,549}[3].  La distance d'un point intérieur au triangle au côté le plus proche est inférieure ou égale à r, l'égalité n'ayant lieu que pour le centre du cercle inscrit.

- Les trois points de tangence du cercle inscrit aux côtés forment un triangle équilatéral de côté {\displaystyle d=\ln \left({\frac {{\sqrt {5}}+1}{{\sqrt {5}}-1}}\right)=2\ln \varphi \approx 0,962}[3], où {\displaystyle \varphi ={\frac {1+{\sqrt {5}}}{2}}} est le nombre d'or. Un cercle de rayon d centré en un point intérieur au triangle rencontre au moins deux des côtés du triangle.

- La distance d'un point situé sur un côté du triangle à un autre côté est inférieure ou égale à {\displaystyle a=\ln \left(1+{\sqrt {2}}\right)\approx 0.881}, l'égalité n'ayant lieu que pour les trois points de tangence du cercle inscrit.

## La condition de minceur

La condition de δ-minceur utilisée dans la définition des espaces métriques δ-hyperboliques.

Les dimensions ci-dessus sont les plus grandes possibles pour un triangle hyperbolique quelconque, un résultat important dans la définition des espaces métriques hyperboliques. Plus précisément, le plan hyperbolique (de courbure de Gauss {\displaystyle K=-1}) est un espace δ-hyperbolique avec {\displaystyle \delta =\ln \left(1+{\sqrt {2}}\right)}.

## Le groupe du triangle idéal

Pavage du disque de Poincaré par les triangles idéaux engendrés par les symétries autour des côtés de l'un d'entre eux.

Le groupe du triangle idéal est le groupe discret engendré par les symétries orthogonales ayant pour axes les trois côtés du triangle. Algébriquement, il est isomorphe au produit libre de trois groupes à deux éléments.